# Slătioarele, Ialomița
Slătioarele este un sat în comuna Jilavele din județul Ialomița, Muntenia, România.
Satul Slătioarele face parte din comuna Jilavele, judetul Ialomița, fiind situat în partea de nord-vest a acestuia, la o distanță de cca. 10 km de municipiul Urziceni.
Primul document care atesta existența satului Slătioarele este un hrisov al domnitorului Țării Românești, Radu Paisie, datat din anul 1543, acesta făcând referire la Slatioara (identificat ca fiind satul Slătioarele).
De-a lungul vremurilor satul Slătioarele a făcut parte din județele Prahova, Ialomița, regiunile Ialomița, Ploiești și județul Ilfov. Din anul 1864, în urma organizarii administrative-teritoriale a României, cu excepția unei scurte perioade în care a fost declarat comuna, satul Slătioarele face parte din comuna Jilavele.
Slătioarele se află situat în Campia Romana, la o altitudine variind între cca. 60–75m.
Are ca vecini:
la Nord: comuna Boldesti–Gradistea (jud. Prahova) / la Nord-Est: satul Ileana, comuna Glodeanu Sarat (jud. Buzau) / la Est: satul Malu Rosu, comuna Armasesti (jud. Ialomita) / la Sud-Est: comuna Jilavele (jud Ialomita) / la Vest: comuna Adancata (jud. Ialomita) / la Nord-Vest: comuna Salciile (jud. Prahova)
În apropierea satului se află o serie de lacuri ce fac parte din bazinul hidrografic al râului Sarata, astfel: lacul Rodeanu (acesta fiind mai mult secat), lacul Slătioarele (situat in imediata vecinatate a satului),lacul Jilavele 1 si "Dinsus".
Populatia satului Slătioarele este de cca. 600 persoane.
Reteaua stradala este de tip rectangular.
În trecut locuitorii se ocupau cu agricultura, cresterea animalelor și destul de limitat cu industria, amintind aici micii mestesugari, precum: tamplari, croitori, cizmari, fierari.
Chiar daca se afla la doar cativa kilometri de orasul Urziceni, in Slătioarele s-a pastrat traditionalismul specific satelor. Pana si datinile disparute din multe sate, aici isi mai gasesc inca ecoul lor stramosesc, chiar daca acesta este mult diluat. Oamenii isi educa copiii in credinta ortodoxa si ii invata sa pastreze cu sfintenie sarbatorile si posturile.

## Bibliografi
- Monografia comunei Jilavele, editura 1997 /Primaria comunei Jilavele - Jilavele.judetulialomita.ro / Harta Romaniei